# Укелин
Укелинът е лъков псалтир със струни за цитра, станал популярен през 20-те години на миналия век. Предполага се, че е комбинация от цигулка и хавайско укулеле . Губи популярност преди 70-те години на миналия век, тъй като инструментът е труден за свирене и често се връща на производителя, преди да бъде напълно платен.